# Bebearia phranza
Bebearia phranza är en fjärilsart som beskrevs av William Chapman Hewitson 1865. Bebearia phranza ingår i släktet Bebearia och familjen praktfjärilar. Inga underarter finns listade i Catalogue of Life.

## Bildgalleri

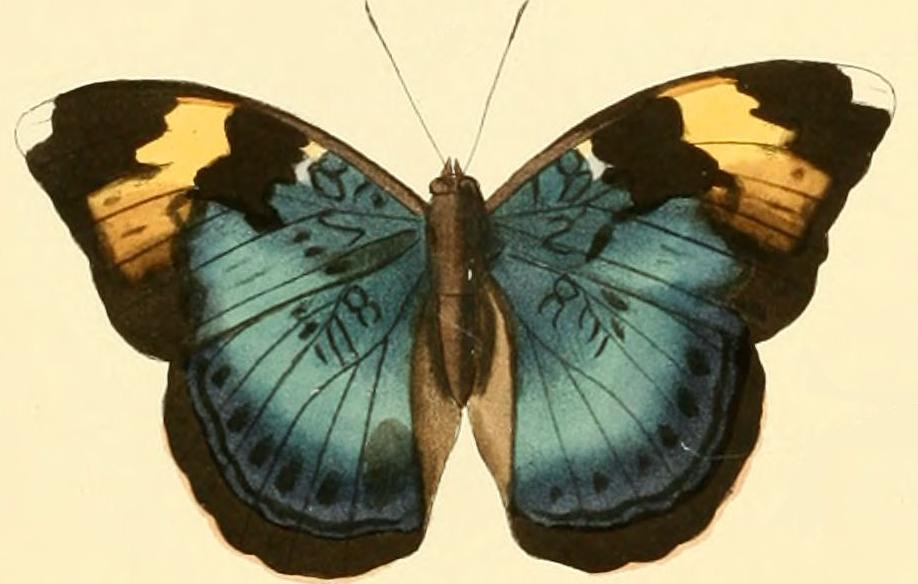
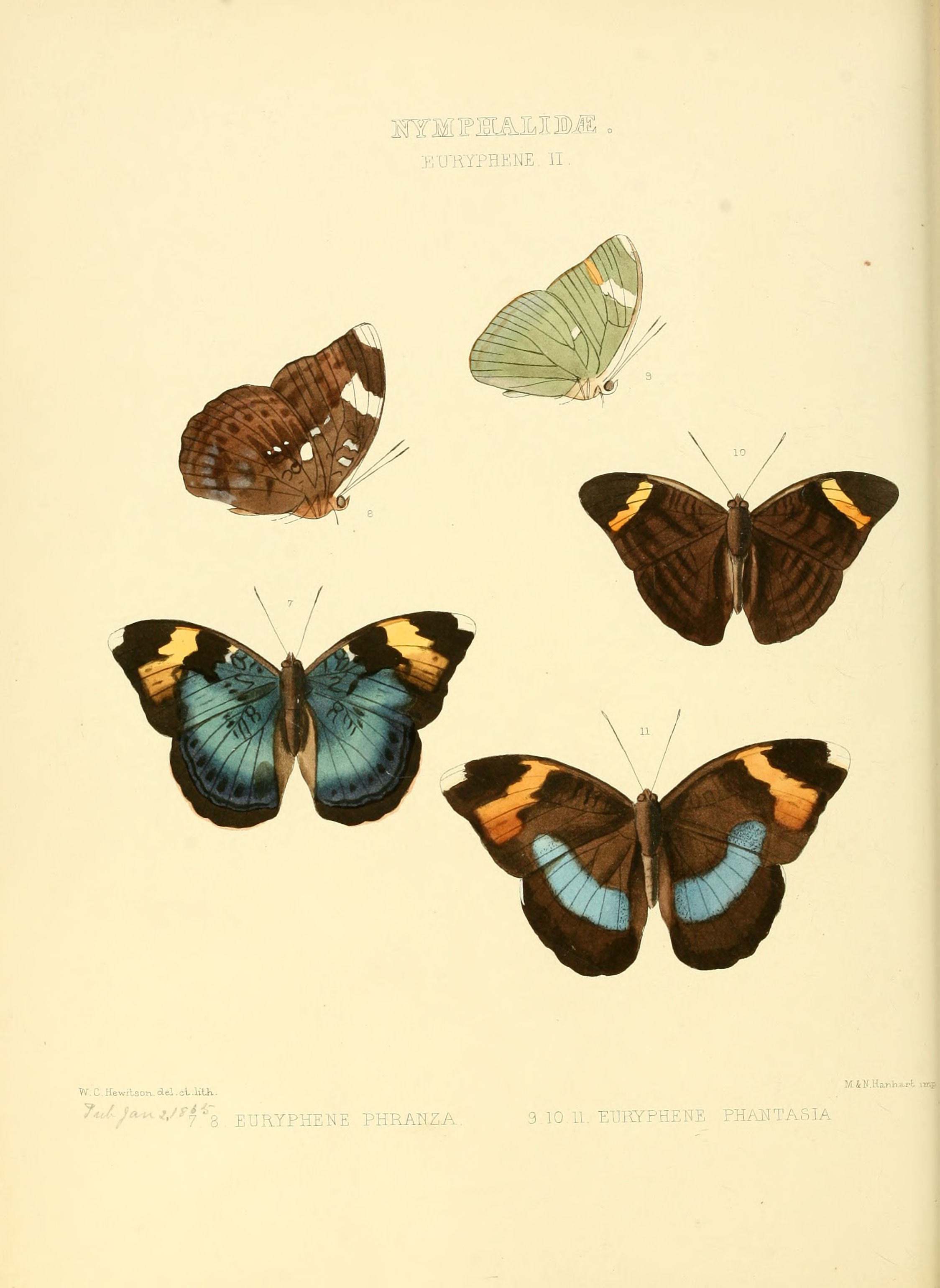